# Vol TransAsia Airways 791
Le 21 décembre 2002, à 1 h 52, heure locale, le vol TransAsia Airways 791, un vol cargo régulier assuré par un ATR 72, entre l'aéroport international Taïwan-Taoyuan et l'aéroport international de Macao, s'est écrasé en mer, à 17 km au sud-ouest de Magong, dans l'archipel des îles Pescadores, à Taïwan. Les deux pilote à bord, les seuls occupants de l'appareil, ont péri dans l'accident.

## Avion et équipage

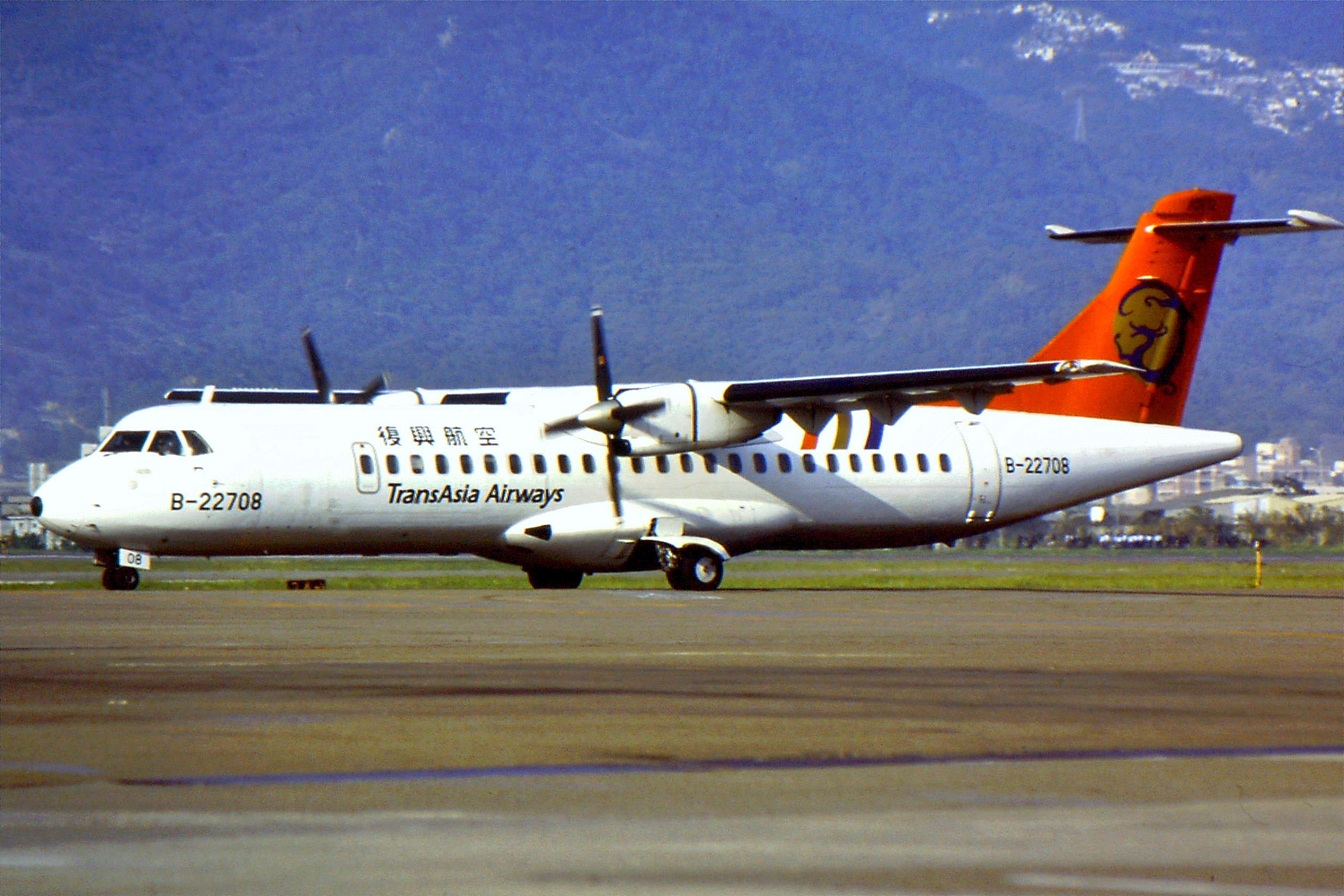
L'appareil impliqué dans l'accident, ici en octobre 1994 à l'aéroport de Taipei Songshan, alors qu'il opérait encore comme avion de transport de passager.

L'appareil impliqué est un ATR 72-202, immatriculé B-22708 (numéro de série 322). Il est entré en service, en tant qu'avion de transport de passagers, chez TransAsia Airways le 25 août 1992. Il était équipé de deux turbopropulseurs, de type Pratt and Whitney PW124B et, au moment de l'accident, il totalise 19 254 heures de vol et 25 529 cycles (décollage/atterrissage).
De septembre 1998 à février 2001, l'avion a été loué à la compagnie aérienne britannique Gill Airways (en), avec comme immatriculation G-BXYV. Après son retour chez TransAsia Airways en 2001, il a été converti pour le transport de fret, et a retrouvé son immatriculation précédente, B-22708.
Le commandant de bord Pan Teh-chung, âgé de 53 ans, travaille pour TransAsia Airways depuis 1991. Il totalise 14 277 heures de vol à son actif, dont 10 608 heures sur ATR 42 et ATR 72. Le copilote Liu Ching-hai, âgé de 34 ans, travaille pour la compagnie aérienne depuis 1997 et cumule 4 578 heures de vol, dont 4 271 sur ATR 42/72.

## Accident
Le vol 791, qui assurait la liaison entre l'aéroport international Tchang Kaï-chek, à Taïwan, et l'aéroport international de Macao, en Chine, a décollé de Taipei à 1 h 4, heure locale. 
À 1 h 51, le copilote a demandé au contrôle aérien (ATC) la permission de descendre du niveau de vol (FL) 180 (18 000 ft) au FL160 (16 000 ft). Le contrôleur a approuvé la demande et le copilote a accusé réception. Cependant, l'avion a commencé une descente rapide et a disparu des écrans radar une minute plus tard, à 1 h 52. La dernière position connue de l'avion était à environ 17 km au sud-ouest de Magong, dans l'archipel des îles Pescadores.
À 3 h 5, l'Administration de l'aviation civile taiwanaise (en) (CAA) a déclaré l'état d'urgence et a dépêché des hélicoptères et des bateaux de l'armée de l'air, de la marine et de l'administration des garde-côtes (CGA) pour rechercher le vol 791.
À 8 h 5, l'un des bateaux de sauvetage a trouvé les premiers débris et a confirmé par la suite que le vol 791 s'était écrasé en mer. On ne sait pas si les corps des membres de l'équipage ont été récupérés sur le site de l'accident.

## Enquête
Le Conseil de la sécurité des transports aériens taïwanais (ASC) a enquêté sur cet accident. La majeure partie de l'épave a été retrouvée à 590 pieds (180 m) de l'endroit où le vol 791 a établi son dernier contact avec l'ATC. Le 9 janvier 2003, l'ASC a commencé une opération de sauvetage avec l'aide de l'administration des garde-côtes et du personnel de TransAsia Airways. 
La première opération de sauvetage a été effectuée le 10 janvier, après avoir été retardée en raison des mauvaises conditions météorologiques ; l'enregistreur de paramètres (FDR) a été récupéré le 11 janvier, puis l'enregistreur phonique (CVR) a été récupéré trois jours plus tard.
Le rapport final de l'ASC, publié le 25 octobre 2003, révèle qu'au cours du vol, l'appareil a rencontré des conditions de givrage sévères, supérieures à celles requises pour l'exploitation de l'ATR 72. 
L'équipage n'a pas été suffisamment conscient de la situation, a détecté trop tardivement le fait qu'ils volaient en conditions givrantes et n'a pas suivi les procédures standard requises pour réagir aux risques liés aux vols dans ce type de conditions météos. L'accumulation de givre sur les ailes a entrainé une perte rapide de la portance, un décrochage et la perte de contrôle de l'avion.